# This Is Noise
This Is Noise es el primer EP de la banda de hardcore punk estadounidense Rise Against, lanzado el 3 de julio de 2007 en Canadá y el 15 de enero de 2008 a través iTunes bajo el sello de Geffen Records. Contiene una canción grabada en las sesiones de grabación de The Sufferer & the Witness y dos canciones de la banda sonora de Lords of Dogtown.
Anunciaron a través de MySpace una lista de canciones distinta para la versión europea el 31 de marzo de 2008. Esta versión difiere en la portada y contiene varias canciones distintas de la versión original.

## Lista de canciones
1. "Boy's No Good" (versión de Lifetime) - 1:18
2. "Fix Me" (versión de Black Flag) - 0:54
3. "Obstructed View" - 2:02
4. "But Tonight We Dance" - 2:47
5. "Nervous Breakdown" (versión de Black Flag) - 2:07

### Versión europea
1. "Obstructed View" - 2:03
2. "But Tonight We Dance" - 2:48
3. "Like the Angel (directo en Warped Tour 2006)" - 3:08
4. "State of the Union (directo en Warped Tour 2006)" - 2:39
5. "Everchanging (Acoustic)" - 4:21
6. "Minor Threat" (directo, versión de Minor Threat) - 1:41
7. "Nervous Breakdown" (versión de Black Flag) - 2:07